# Charles Jonnart
Charles Jonnart (Fléchin, 27 dicembre 1857 – Parigi, 30 settembre 1927) è stato un politico francese nominato nel 1881 governatore dell'Algeria francese da Léon Gambetta.